# Редкий Рог
Редкий Рог (бел. Рэдкі Рог) — посёлок в составе Брожского сельсовета Бобруйского района Могилёвской области Республики Беларусь.

## Население
- 1999 год — 513 человека
- 2010 год — 396 человек